# Calle de la Mantería
La calle de la Mantería es una vía urbana de la ciudad de Valladolid, España.

## Descripción
Aparece descrita en Las calles de Valladolid de Juan Agapito y Revilla de la siguiente manera:

Como la de Panaderos, esta calle constituye una de las principales del barrio de San Andrés, así que empezó a extenderse la villa más allá de la puerta de Teresa Gil, y en ella se establecieron los fabricantes de mantas, en un principio, por lo que veo citada la calle en 12 de julio de 1596, diciendo «a los sombrereros frente a la mantería», con lo que se deduce que por sus proximidades tenían sus obradores los que los sombreros hacían.

La calle es citada varias veces en el proceso abierto en Valladolid por la muerte del caballero Don Gaspar de Ezpeleta, primero porque en dicha calle este posaba en la casa de Juana Ruiz, y después por el curiosísimo incidente de la «dama tapada», relacionada de algún modo con Don Gaspar, de la que solo pudo averiguarse en lo escrito del proceso, que fue mujer del escribano Galván que vivía junto a San Salvador. Muy interesante es esa parte del proceso; pero para exponerla aquí sería muy extenso y remito al lector al libro de Don Cristóbal Pérez Pastor, Documentos cervantinos, en cuyo tomo II, págs. 455–537, está íntegro el famoso proceso en averiguación de las heridas causadas al caballero santiaguista, el cual debía ser aficionado a cultivar ciertas relaciones con señoras. Y no digo más.
Volviendo a la calle, leo que en ese proceso se la llama siempre «calle de los manteros», lo que es igual que el nombre por el que más se la cita, pues en otros papeles más modernos de los mencionados se decía que el «Gremio de fabricantes de estameña, vulgo la Mantería», en la calle estaba instalado.
Recuerdo haber visto telares, ya sin uso, en casas de hacia el medio de la calle, del lado de los impares, en plantas bajas, con escasa luz y casi sin ventilación.
La calle, como aparece rotulada en el plano de 1738, era «la Mantería» desde el Campillo de San Andrés hasta la plazoleta de la iglesia de San Andrés, o quizá algo menos; mas el Ayuntamiento por acuerdo de 10 de abril de 1863 fijó su límite diciendo que «se titulará calle de la Mantería hasta la plazuela de la Cruz Verde».
A esta castiza calle, donde, al igual que en la de Panaderos, había siempre animación y mucho tránsito, en este mismo siglo se le cambió el nombre por el de «calle de Mariano Fernández Cubas», simpática persona y abogado culto, que vivió en la misma calle, ángulo a la de la Cruz Verde. Fue Mariano Fernández Cubas concejal del Ayuntamiento de la ciudad y diputado provincial.

Con muy buen acuerdo repuso el 28 de abril de 1937 la Comisión gestora el nombre antiguo de «calle de la Mantería», recibido con satisfacción por el pueblo, pues muchos no sabían quién había sido Mariano Fernández Cubas.